# Classic Brugge-De Panne (Frauenrennen)
Im Rahmen der Straßenradsport-Veranstaltung Classic Brugge-De Panne wird ein Frauenradrennen ausgetragen. Das Rennen führt von Brügge nach De Panne
Der Wettbewerb fand erstmals 2018 unter dem Namen Driesdaagse Brugge-De Panne statt. Er wurde in seinem ersten Jahr Teil der UCI Women’s WorldTour.

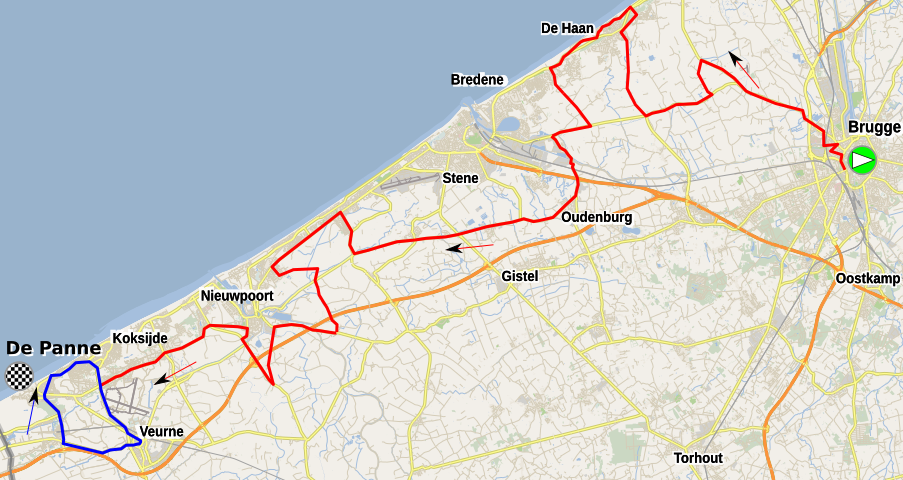
Rennstrecke der Frauen im Jahre 2019

## Siegerinnen
| Jahr | Sieger          | Zweiter         | Dritter           |
| ---- | --------------- | --------------- | ----------------- |
| 2018 | Jolien D’hoore  | Chloe Hosking   | Christine Majerus |
| 2019 | Kirsten Wild    | Lorena Wiebes   | Lotte Kopecky     |
| 2020 | Lorena Wiebes   | Lisa Brennauer  | Lotte Kopecky     |
| 2021 | Grace Brown     | Emma Norsgaard  | Jolien D’hoore    |
| 2022 | Elisa Balsamo   | Lorena Wiebes   | Marta Bastianelli |
| 2023 | Pfeiffer Georgi | Elisa Balsamo   | Lorena Wiebes     |
| 2024 | Elisa Balsamo   | Charlotte Kool  | Daria Pikulik     |
| 2025 | Lorena Wiebes   | Chiara Consonni | Elisa Balsamo     |